# Herb Kohl
Herb Kohl (Milwaukee, 1935. február 7. – Milwaukee, 2023. december 27.) az Amerikai Egyesült Államok szenátora (Wisconsin, 1989–2013).

## Élete
Milwaukee-ban született és nőtt fel. A Wisconsin–Madison Egyetemen tanult, ahol 1956-ban szerzett alapdiplomát. 1958-ban a Harvard Egyetemen szerzett közgazdász mesterfokozatot. 1958 és 1964 között az Egyesült Államok Hadseregének tartalékosa volt.
Tanulmányai befejezése után megalapította saját cégét, a Kohl Investmentset. 1970 és 1979 között a Kohl's kiskereskedelmi vállalat elnöke volt. 1985-től a 2013–14-es szezon végéig a Milwaukee Bucks NBA-kosárlabdacsapat tulajdonosa volt. 1989 januárjától Wisconsin állam szenátora volt az Egyesült Államok szenátusában, ahol 2007-től az Öregedésügyi Különbizottság elnöke volt. Kohl nőtlen volt és a zsidó közösség tagja.